# Brzeziny (gmina w województwie wielkopolskim)
Brzeziny (do 1954 gmina Ostrów Kaliski) – gmina wiejska w województwie wielkopolskim, w powiecie kaliskim. W latach 1975–1998 gmina położona była w województwie kaliskim.
Siedziba gminy to Brzeziny.
Według danych z 31 grudnia 2024 gminę zamieszkiwało 5725 osób.

## Struktura powierzchni
W 2005 obszar gminy Brzeziny wynosił 127,05 km² (ob. 126,97 km²), w tym:
- użytki rolne: 63,73 km²
  - grunty orne: 48,9 km²
  - sady: 0,09 km²
  - łąki: 11,04 km²
  - pastwiska: 3,7 km²
- lasy: 54,38 km²
- pozostałe grunty (w tym nieużytki): 8,94 km²

## Demografia

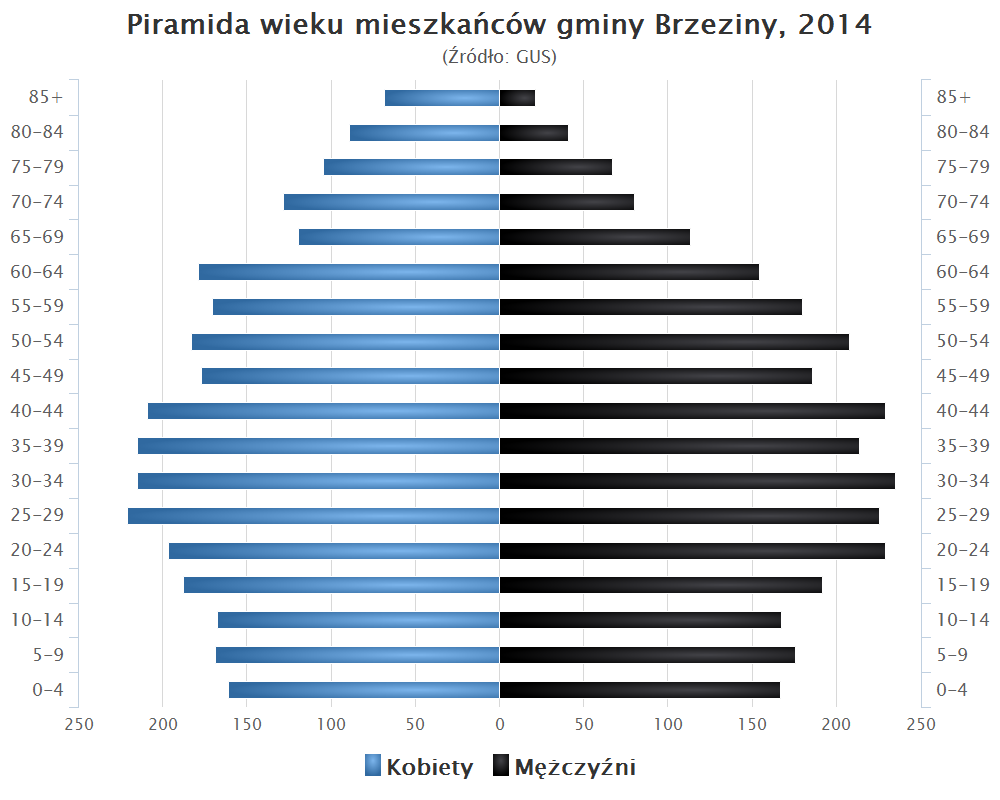
Piramida wieku mieszkańców gminy Brzeziny w 2014 roku

Dane z 31 grudnia 2024:
| Opis                              | Ogółem | Ogółem | Kobiety | Kobiety | Mężczyźni | Mężczyźni |
| --------------------------------- | ------ | ------ | ------- | ------- | --------- | --------- |
| jednostka                         | osób   | %      | osób    | %       | osób      | %         |
| populacja                         | 5725   | 100    | 2964    | 51,8    | 2761      | 48,2      |
| gęstość zaludnienia (mieszk./km²) | 45,1   | 45,1   | 23,3    | 23,3    | 21,7      | 21,7      |

## Sołectwa
Miejscowości sołeckie
Aleksandria, Brzeziny, Czempisz, Dzięcioły, Fajum, Jagodziniec, Jamnice, Moczalec, Ostrów Kaliski, Pieczyska, Piegonisko-Pustkowie, Piegonisko-Wieś, Przystajnia, Przystajnia-Kolonia, Rożenno, Sobiesęki, Wrząca, Zagórna, Zajączki.
Pozostałe
Chudoba, Pieczyska, Piegonisko-Kolonia, Świerczyna, Świerczyna (leśniczówka), Wróbel.

## Rezerwaty przyrody

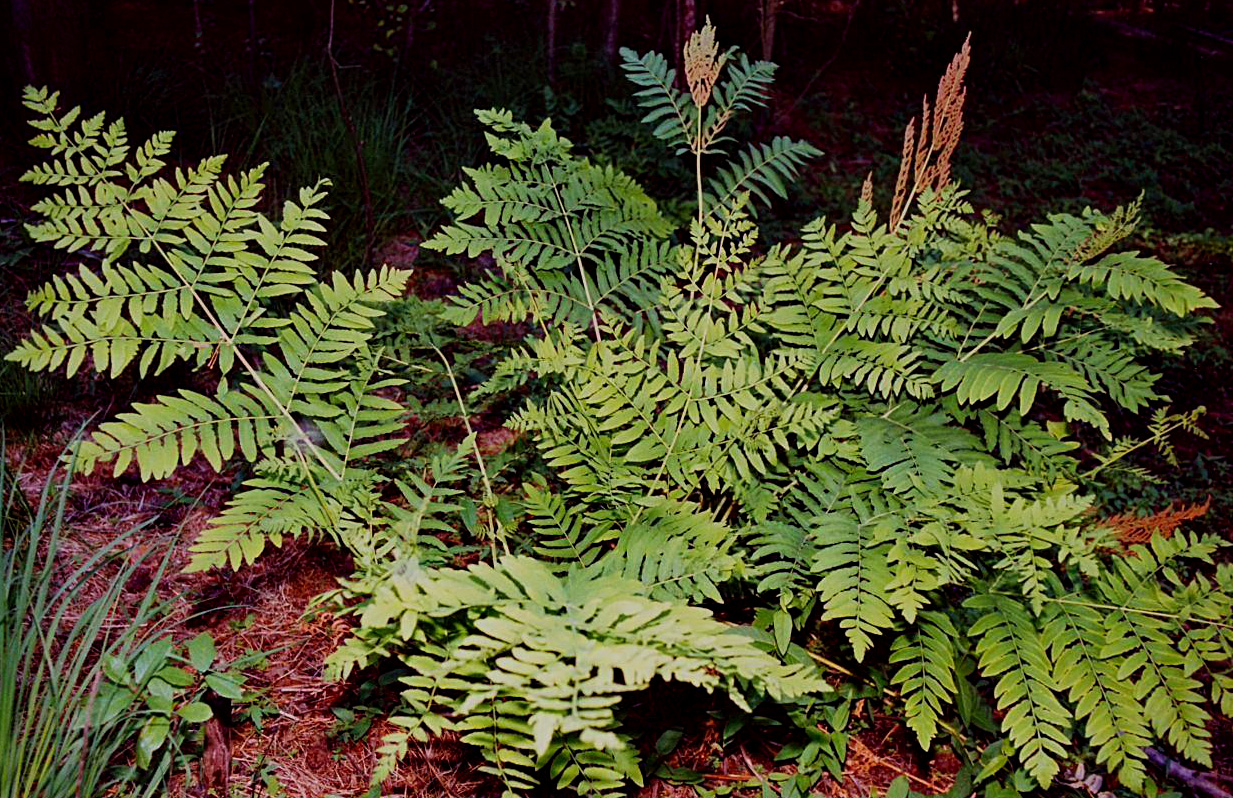
Długosz królewski

Rezerwat przyrody Brzeziny – florystyczny rezerwat przyrody znajdujący się na obrzeżach Brzezin. Powierzchnia: 4,81 ha. Został utworzony w 1958 roku w celu zachowania stanowisk długosza królewskiego (Osmunda regalis), porastającego zwartym płatem prawie całą powierzchnię
rezerwatu. Obok paproci występuje tu także inny gatunek chroniony – bagno zwyczajne (Ledum polustre).
Rezerwat przyrody Olbina – leśny rezerwat przyrody położony w odległości około 3 km na południe od Brzezin. Powierzchnia: 16,3 ha. Został utworzony w 1958 roku w celu ochrony najpiękniejszego w Wielkopolsce fragmentu boru mieszanego z udziałem jodły pospolitej (Abies alba) na północnej granicy jej naturalnego zasięgu.

## Sąsiednie gminy
Błaszki, Brąszewice, Czajków, Godziesze Wielkie, Kraszewice, Sieroszewice, Szczytniki